# Храм Рождества Пресвятой Богородицы (Владикавказ)
Церковь Рождества Пресвятой Богородицы на Осетинской горке (осет. Сыгъдæг Мады Майрæмы Рухсрайгуырды аргъуан) — старейший православный храм Владикавказа. Объект культурного наследия России регионального значения.

## История

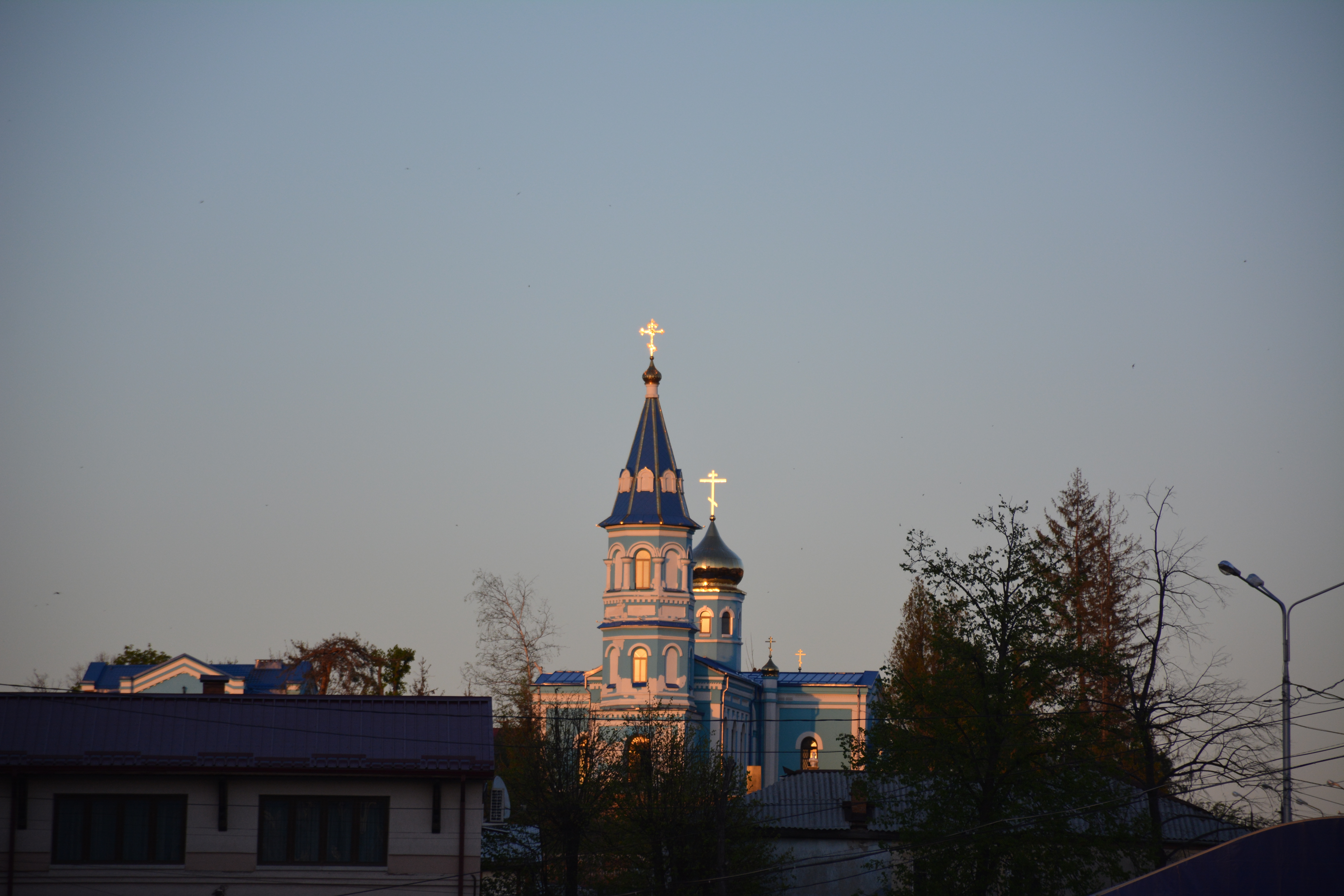
Вид на Храм с набережной р. Терек

По одним данным деревянный храм Рождества Пресвятой Богородицы (из-за своего расположения на Осетинской горке г. Владикавказа кратко именуемая в народе Осетинской церковью) основан и освящён в 1814 году Осетинской духовной комиссией «в целях миссионерской и для нужд православных осетин, первых поселенцев Владикавказа». По другим данным храм был заложен в 1823 году и освящён 24 марта 1824 года.
Первоначально был четырёхугольным, затем — крестообразным. В 1823 году на этом месте был построен каменный храм. По мере увеличения православной паствы церковь расширялась и переустраивалась. В 1861 году вместо обветшалого здания был построен новый каменный храм в классическом стиле.
Строительство осуществлялось при участии начальника Владикавказского военного округа барона Вревского, генерала Евдокимова, полковника Сперанского, князя Святополк-Мирского, других влиятельных горожан и простых жителей города. В 1896 году храм увеличили новой пристройкой и обнесли каменной оградой. В плане здание решено в виде креста, в западной части устроена колокольня. Размеры в плане: 28,1 м — длина (включая колокольню) и ширина 20 м (включая притворы).
При церкви Рождества Пресвятой Богородицы протоиереем Алексием (Аксо) Колиевым в начале 1860-х годов было основано 3-классное женское училище. В 1890 году на территории Осетинской церкви была построена одноэтажная церковно-приходская школа. На этом месте ныне расположилась средняя школа № 13.
13 декабря 1931 года решением горсовета церковь Рождества Богородицы была закрыта. В 1930-х годах с колокольни было снята и уничтожена вся купольная часть и колокола. Постановлением комиссии по культам от 22 марта 1932 года церковное здание было передано в ведение городского отдела народного образования для организации в нём городского политехнического музея. С 1939 года в этом здании размещался музей осетинской литературы им. К. Хетагурова.

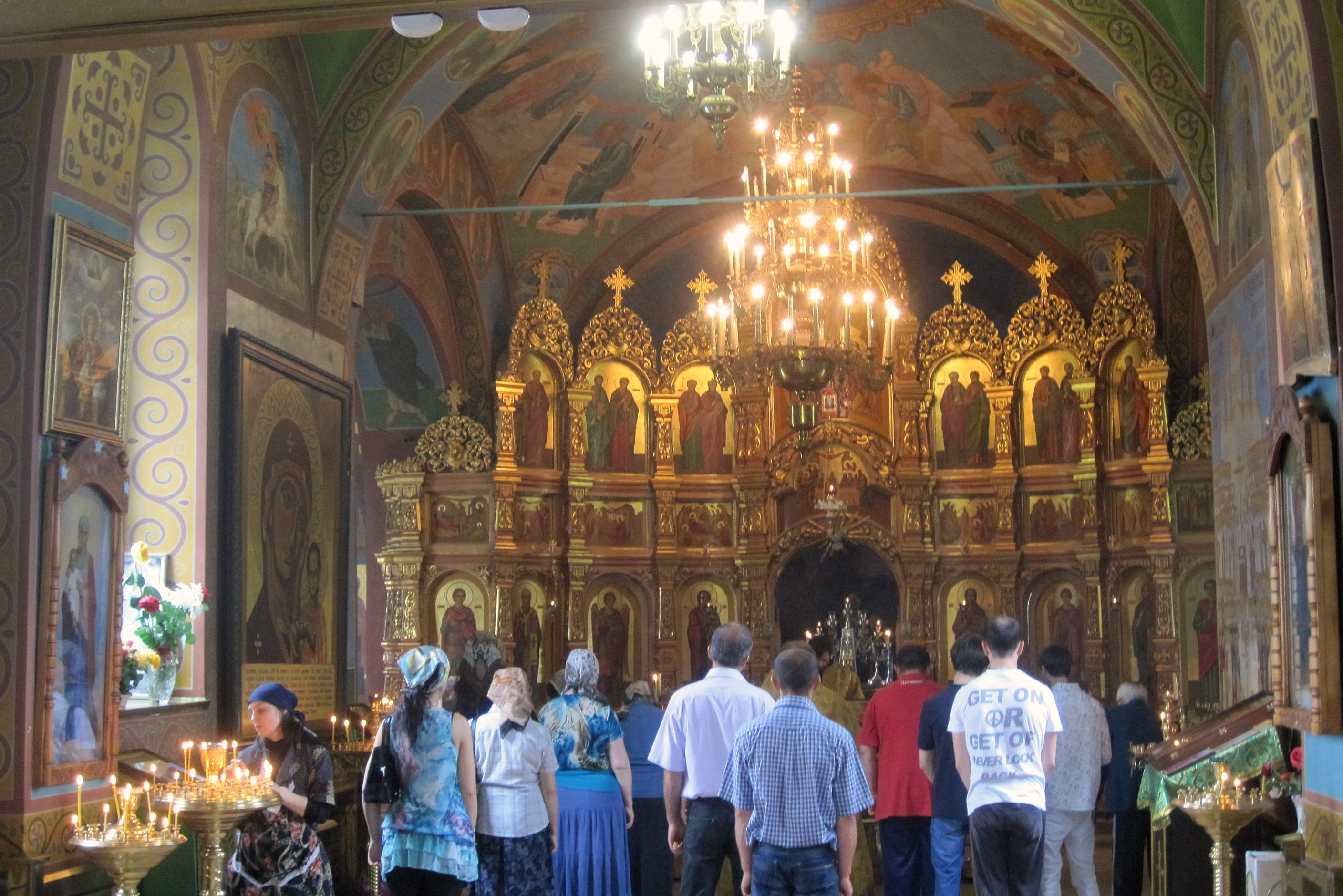
Внутренний вид церкви

25 ноября 1988 года исполком Ленинского районного совета народных депутатов г. Орджоникидзе рассмотрел заявление группы верующих, которая обратилась в исполком с просьбой зарегистрировать их религиозное объединение и вернуть здание бывшей православной Осетинской церкви. 13 апреля 1990 года было принято решение № 997 исполкома Орджоникидзевского городского Совета народных депутатов «О передаче здания бывшей владикавказской осетинской церкви и прилегающей территории религиозному обществу православных христиан».
21 сентября 1993 года, в день Рождества Пресвятой Богородицы и Престольный праздник состоялось освящение храма митрополитом Ставропольский и Владикавказский Гедеоном. В дальнейшем на территории храма вместо небольших хозяйственных помещений был возведён просторный административно-просветительский комплекс. 26 февраля 2009 года состоялось освящение нового административного корпуса, строительство которого продолжалось четыре года. Чин освящения совершили благочинный православных церквей РСО-А протоиерей Владимир Самойленко, настоятель Осетинского храма протоиерей Константин Джиоев и настоятель Покровского храма протоиерей Владимир Михайлов.
В конце 2014 года, в храме впервые за последние 100 лет была совершенна Божественная Литургия на осетинском языке.
В 2014—2015 годах на западном склоне храмовой территории проводились работы по сооружению подпорной стены для предотвращения процесса проседания грунта, угрожающего разрушением захоронений на территории храма, в числе коих могила Коста Хетагурова. Также в это время состоялась замена куполов храма, сооружена купель, полукруглый парапет и смотровая площадка на западной стороне храмовой территории.
С 2016 года церковь является центром Иристонского благочиния. В 28 июля 2018 г. в праздник Крещения Руси был освящен новый баптистерий.
В ограде храма находится некрополь, где похоронены значимые личности. сыгравшие значительную роль в истории и культуре осетинского народа.

## Настоятели
- С 1812 по 1847 — неизвестно
- Протоиерей Алексий Колиев (1847—1866)
- Протоиерей Михаил Сухиев (1866—1892)
- Протоиерей Алексий Гатуев (1894—1909)
- Протоиерей Харлампий Цомаев (1910—1925)
- Иерей Мануил Бурнацев (1992—1997)
- Протоиерей Константин Джиоев (с 1997 года)